# Volgabus
Volgabus (ТОВ  «Волгабас») — російський машинобудівний холдинг.
Створено в 2008 році. Об'єднує виробничі, наукові та інвестиційні підрозділи. Компанія самостійно розробляє, відчуває і впроваджує в серійне виробництво моделі автобус ів різного призначення.
Основний виробничий майданчик розташований в місті Волзький Волгоградської обл. Загальна кількість працівників - близько 500. Виробничі потужності - 500 од. на рік. (У 2017 році заплановано відкриття нового цеху по збірці шасі і автобусів потужністю 1000 од. На рік.) Компанія має офіс в Москві.

## Модельний ряд

### Дизельні автобуси
- Міські низькою підлогою /  СІТІРИТМ (12 м.)
- Міські низькою підлогою /  СІТІРИТМ (18 м.)
- Міські напівнизькопідлогові і середньопідлогові / Ельтон (12 м.)
- Міжміські / Серпантин (12 м.)

### Газомоторні автобуси
- Міські низькою підлогою / СІТІРИТМ-CNG LF
- Міські напівнизькопідлогові / СІТІРИТМ-CNG LE
- Приміські напівнизькопідлогові / СІТІРИТМ-CNG LE
- Міжміські / Серпантин

### Автобуси спецпризначення
«Volgabus» виробляє автобуси спеціального призначення на базі своїх моделей:
- Мобільний штаб і офіс
- Пересувна бібліотека
- Мобільний медичний центр (станція переливання крові)
- Автобуси для людей з обмеженими можливостями

## Проекти
- MatrЁshka - Прототип безпілотного автобуса. На базі безпілотної платформи «MatrЁshka» планується випуск машин для пасажирських перевезень, комунальних служб і доставки вантажів. Прототип безпілотника «MatrЁshka» проходить тестування на території «Сколково». «MatrЁshka» без підзарядки здатна проїхати до 130 км, при цьому її максимальна швидкість обмежена 30 км / год.[1]

- Міський електробус «TAU». 12-метровий міський автобус з високим запасом ходу з композиційних негорючих матеріалів

## Досягнення
- Перший 15-метровий автобус підвищеної пасажиромісткості
- Перший в Росії напівнизькопідлоговий і низькопідлоговий автобус. 5270  СІТІРИТМ
- Перший туристичний автобус європейського рівня[2]
- Перший серійний автобус з кузовом з алюмінієвого сплаву.  СІТІРИТМ
- Перший автобус з мультиплексорною системою передачі даних і бортовим комп'ютером.  СІТІРИТМ
- Найбільш місткий автобус Росії ( СІТІРИТМ-18).

## Виставки та нагороди
- Продукція компанії ставала переможцем конкурсів «Кращий комерційний автомобіль року в Росії»[3][4]
- Компанія є першим в Росії машинобудівним підприємством, що представив свою продукцію на виставках комерційного транспорту «IAA» (Німеччина)[5][6]
- «Busworld» (Бельгія)[7][8]

## Власники та керівництво
Олексій Анатолійович Бакулін - засновник і генеральний директор

## Регіони експлуатації
Найбільша концентрація техніки марки «Volgabus» в Санкт-Петербурзі, Москві, Волгограді, Оренбурзі, Красноярську, Сургуті.

## Спонсорство
Є титульним спонсором ультратрейла Марафон пустельних степів, що проходить щорічно в травні в Волгоградської області навколо озер Ельтон. 

## Критика
Компанія неодноразово піддавалася критиці за надмірне захоплення проектами, які не виходили в серійне виробництво.